# Janusz Bogdanowski
Janusz Jan Kanty Bogdanowski (ur. 16 sierpnia 1929 w Krakowie, zm. 16 kwietnia 2003, tamże) – polski architekt i urbanista, architekt krajobrazu, nauczyciel akademicki, znawca i popularyzator zabytków budownictwa obronnego i sztuki ogrodowej.

## Życiorys
Syn Wincentego - radnego miasta Krakowa i wiceprezydenta Krakowa w 1939. Związany z Wydziałem Architektury Politechniki Krakowskiej – ukończył tutaj w 1954 studia, w 1964 został doktorem, w 1967 – doktorem habilitowanym, w 1978 mianowany na profesora nadzwyczajnego, a w 1992 - na profesora zwyczajnego. Wieloletni kierownik Zakładu Architektury Krajobrazu (przekształconego w 1997 w Katedrę Teorii Architektury Krajobrazu i Kompozycji Ogrodowej). W latach 1992–1995 dyrektor Instytutu Architektury Krajobrazu.
Od 1991 roku pełnił funkcję przewodniczącego Komisji Urbanistyki i Architektury Polskiej Akademii Nauk, był członkiem wielu rad naukowych i stowarzyszeń, m.in.: Komitetu Kopca Kościuszki, Towarzystwa Miłośników Historii i Zabytków Krakowa, Społecznego Komitetu Odnowy Zabytków Krakowa, Państwowej Rady Ochrony Środowiska], Wojewódzkiej Małopolskiej Rady Ochrony Środowiska, Wojewódzkiej Komisji Ochrony Przyrody, Rady Naukowe "Europa Nostra", Komitetu Ekologii Krajobrazu Międzynarodowej Unii Ochrony Przyrody IUCN.
Autor wielu książek, kilkudziesięciu projektów z zakresu urbanistyki, konserwacji i zieleni oraz kilkuset artykułów dotyczących zagadnień konserwatorskich: urbanistycznych, architektonicznych, związane ze sztuką ogrodową, ochroną krajobrazu, opracowań metodycznych do studiów i projektowania oraz planowania krajobrazu, prace słownikowe i systematyka architektury obronnej. Jeden z prekursorów ochrony zabytków Twierdzy Kraków.
Pochowany na cmentarzu Rakowickim w Krakowie (pas 25 zach.).

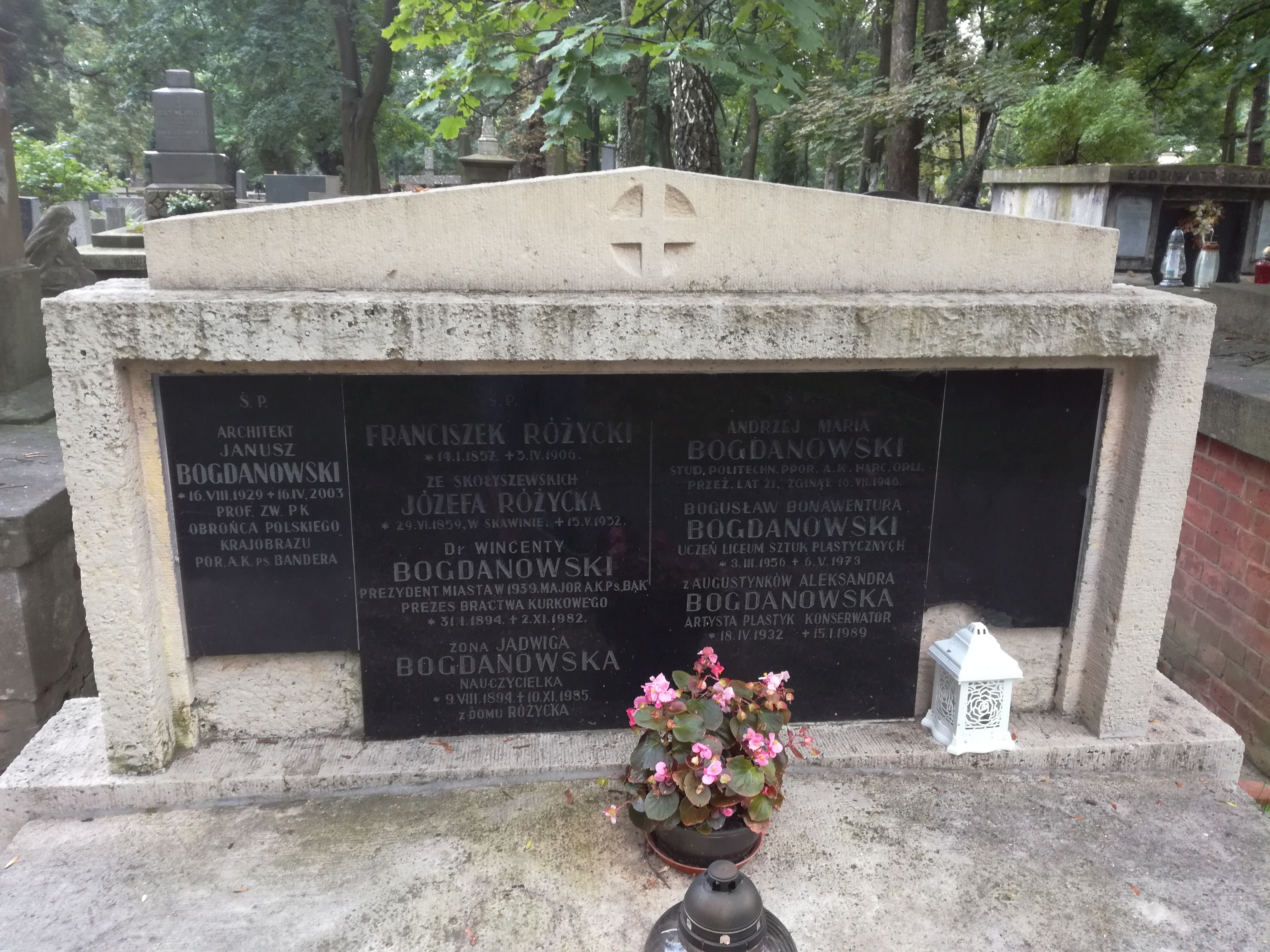
Grób Wincentego i Janusza Bogdanowskich na cmentarzu Rakowickim

## Życie prywatne
Ojciec Moniki Bogdanowskiej.

## Publikacje
- Kompozycja i planowanie w architekturze krajobrazu 1976
- Warownie i zieleń twierdzy Kraków 1979
- Sztuka obronna 1993
- Architektura obronna w krajobrazie Polski 1997
- Parki i ogrody Krakowa w obrębie Plant 1997
- Architektura krajobrazu 1981 (razem z M. Łuczyńską-Bruzdą i Z. Novákiem)
- Krajobraz warowny XIX / XX w.: dzieje i rewaloryzacja 1993
- Polskie ogrody ozdobne 2000